# Сочимилько
Сочимилько  (аст. Xōchimīlco [ʃo.tʃi.ˈmil.ko], «цветочное место») — один из 16 районов города Мехико, столицы Мексики, расположенный в 18 км от центра города. На севере граничит с районами Койоакан, Тлальпан, Истапалапа, на западе — с районом Тлауак, на юго-западе — с Мильпа Альта. Занимает площадь в 122 км² и, таким образом, является третьим по величине районом Мехико.
Сочимилько известен по всему миру благодаря древним каналам ацтеков — чинампас, напоминающих об остатках озера Тескоко, на котором стоит город Мехико. Здесь можно покататься на гондолах трахинера по старинным каналам, познакомиться с главным промыслом этой зоны — выращиванием цветов и растений, и послушать традиционную мексиканскую музыку в исполнении ансамблей мариачи и маримба. Это одно из наиболее посещаемых туристических мест. В 1987 г. каналы Сочимилько были объявлены объектом всемирного наследия ЮНЕСКО.
На одном из каналов расположен остров кукол, на деревьях которого развешены сотни сломанных и изуродованных детских кукол, призванных успокоить призрак якобы утонувшей в местных водах девочки.